# Mariental-Stadt
Mariental-Stadt ist ein Wahlkreis in der Region Hardap in Namibia. Der Kreis umfasst die gleichnamige Ortschaft Mariental und das umgebende Gebiet. Der Kreis hat etwa gut 18.300 Einwohner (Stand 2023) auf einer Fläche von 4916 Quadratkilometern.

## Wahlen
| Wahl | Name               | Partei | Stimmenanteil |
| ---- | ------------------ | ------ | ------------- |
| 1992 |                    |        |               |
| 1998 | Petrus Van Zyl     | SWAPO  | 58,6 %        |
| 2004 | Barakias Namwandi  | SWAPO  | 67,6 %        |
| 2010 | Barakias Namwandi  | SWAPO  | 61,9 %        |
| 2015 | Nico Mungenga      | SWAPO  | 84,9 %        |
| 2020 | Petrus Esterhuizen | LPM    | 52,6 %        |